# 渠县单极虫
渠县单极虫（学名：Thelohanellus chuhsienensis）为单极科单极虫属的动物。在中国，分布于四川等，营寄生生活，寄生在鲤的鳞片。